# Prohibition Party

Prohibition Partys logotyp.

Prohibition Party är ett politiskt parti i USA som förespråkar alkoholförbud. Partiet grundades 1869. Partiet existerar än idag men det har minskat i betydelse efter förbudstiden. Partiet hette 1977-1980 National Statesman Party. Partiets presidentkandidat var från presidentvalet i USA 1984 fram till presidentvalet i USA 2000 Earl Dodge. I presidentvalet i USA 2004 splittrades dock partiet så att vid sidan om den långvarigt verksamme partiordföranden Dodge kandiderade också Gene Amondson från samma parti. Amondson fick både bredare stöd inom partiet och fler röster än Dodge i själva valet. I presidentvalet fick Amondson 1 896 röster i hela USA. 1 512 av dessa röster kom från Louisiana. Dodge fick 140 röster.
Partiet har deltagit i alla presidentval i USA sedan 1872. Av de nu existerande partierna har endast Demokratiska partiet och Republikanska partiet en längre historia än Prohibition Party i deltagande i amerikanska presidentval.
På nationell nivå nådde partiet en topp i presidentvalen 1888 och 1892 då dess kandidat nådde dryga två procent. Efter år 1900 har partiet mest kunnat påverka på lokal nivå.